# Свети Егидије
Свети Егидије (  640, Атина, Ахеја - 710, Сен Жил) је хришћански свеитељ, заштитник богаља, пустињак који је живео у Прованси и Септиманији.

## Живот
Егидије је прво живео као пустињак у шикарама близу ушћа Роне и реке Гар, у региону званом Септиманија (савремена јужна Француска). У Житију се наводи да је био син краља Теодора и Пелагије Атинске, вероватно изум његових раних хагиографа.
У почетку, како наводи Златна легенда, пустињак је живео у близини Арла, али је после извесног времена отишао дубоко у густе шуме близу Нима, где је провео много година у потпуној самоћи. Једини пратилац му је била срна која је, према неким причама, с њим делила млеко.
Његово последње почивалиште су на крају случајно открили краљеви ловци, који су јурили срну која је бежала од њих. Стрела, намењена животињи, погодила је светитеља и ранила га. Краљ је изразио најдубље поштовање пустињаку, који је понизно одбио све понуђене почасти, и саградио за њега и његове ученике у овој долини манастир, који је добио име по њему Сен Жил ди Гар. Ту, почетком 8. века, Егидије умире као игуман, поштован од свих због своје светости и чуда која је чинио.
Рани извор 10. века. „Вита санцти Аегидии“ говори како је свети Егидије служио молитву за опрост грехова цара Карла Великог, и у том тренутку је анђео сишао са неба и оставио на олтару пергамент на коме је био исписан царев грех, толико страшан да га никада никоме није признао. Неколико латинских и француских текстова који следе ово, укључујући Златну легенду, помињу овај тајни „Карлов грех“. Вреди напоменути анахронизам: Егидије није био савременик Карла Великог, али је био истих година као и његов деда Карл Мартел (зато су у неким описима масе ова два владара смењују). Али овај анахронизам није једини: Егидије је приказан као сведок битке на превоју Ронсваллес у Песми о Роланду, витезу Карла Великог.
Град Сен Жил је настао око манастира у коме се налазио свечев гроб. Манастир је остао центар његовог поштовања, које је било посебно снажно у Лангедоку. Светитељева популарност је расла, ширила се по средњовековној Европи, о чему сведоче и небројени њему посвећени манастири и цркве у Француској, Шпанији, Немачкој, Пољској, Мађарској, Словачкој и Великој Британији; текстови посвећени њему у прози и поезији, који говоре о његовим чудима и врлинама; а посебно велики број ходочасника који су хрлили са свих крајева континента на његов гроб.
Године 1562. светитељеве мошти су пренете у Тулуз да би их заштитиле од хугенота. Број ходочасника се смањио. Године 1862. већина посмртних остатака враћена је у манастир, а 1865. године откривен је његов гроб, а број верујућих ходочасника се приметно повећао.
Манастир Сен-Жил-ду-Гард је УНЕСЦО-ова светска баштина и један је од најбољих примера провансалског романичког стила.
Свети Гилес се налази у триптиху Хијеронима Боша „Свеци пустињаци“.